# Volleyball Aversa 2016-2017
Questa voce raccoglie le informazioni riguardanti il Volleyball Aversa nelle competizioni ufficiali della stagione 2016-2017.

## Stagione
La stagione 2016-17 è per il Volleyball Aversa, sponsorizzato da Sigma, la prima in Serie A2: la squadra infatti conquista l'accesso al campionato cadetto grazie alla vittoria della Serie B1 2015-16. Confermato l'allenatore Pasquale Bosco, la rosa viene quasi del tutto modificata, con le poche conferme di Andrea Santangelo, Enrico Libraro e Mario Giacobelli: tra i nuovi acquisti quelli di Marcelo Hister, Pedro Putini, Gabriele Robbiati, Fabio Di Florio e Antonio De Paola, quest'ultimo arrivato a campionato in corso, mentre tra le cessioni quelle di Michele Grassano, Leonardo Battista, Fiorenzo Colarusso, Simone Di Tommaso e Tommaso Fabi.
La stagione inizia con due sconfitte consecutive: la prima vittoria arriva alla terza giornata contro il Volley Potentino, a cui seguono altri due successi; il girone di andata si conclude con lo stop in casa dell'Emma Villas Volley, chiudendo al quarto posto in classifica, qualificandosi per la Coppa Italia di Serie A2. Nelle partite del girone di ritorno la squadra di Aversa ottiene su nove gare disputate tre vittorie e sei sconfitte, chiudendo la regular season al quinto posto del proprio girone, accedendo alla pool promozione. Nel girone di andata della pool promozione si aggiudica solamente l'ultima partita, quella contro il Volley Tricolore Reggio Emilia, mentre in quello di ritorno ne vince due chiudendo al decimo e ultimo posto in classifica, non utile per qualificarsi ai play-off promozione.
Il Volleyball Aversa, grazie al quarto posto nel proprio raggruppamento al termine del girone di andata di regular season, disputa per la prima volta la Coppa Italia di Serie A2: tuttavia viene eliminato dalla competizione già al primo turno, i quarti di finale, dal Volley Ball Club Mondovì.

## Organigramma societario
Area direttiva
- Presidente: Sergio Di Meo
- Presidente onorario: Rolando Di Meo
- Vicepresidente: Ivana D'Anna, Paolo Santulli
- Responsabile segreteria: Renato Torromacco

Area organizzativa
- Direttore tecnico: Ignazio Nappa
- Direttore sportivo: Alberico Vitullo

Area tecnica
- Allenatore: Pasquale Bosco
- Allenatore in seconda: Alfonso Bosco
- Responsabile settore giovanile: Ignazio Nappa

Area comunicazione
- Addetto stampa: Ernesto Di Girolamo, Annamaria Iodice
- Responsabile comunicazione: Studioesse

Area marketing
- Responsabile marketing: Studioesse

Area sanitaria
- Medico: Salvatore Gargiulo
- Preparatore atletico: Enzo D'Argenio
- Fisioterapista: Giuseppe Menale

## Rosa
| N° | Nome               | Ruolo | Data di nascita   | Nazionalità sportiva |
| -- | ------------------ | ----- | ----------------- | -------------------- |
| 1  | Antonio De Paola   | S     | 7 gennaio 1988    | Italia               |
| 2  | Fabio Di Florio    | S     | 21 aprile 1991    | Italia               |
| 3  | Andrea Santangelo  | S/O   | 19 novembre 1994  | Italia               |
| 4  | Marco Vacchiano    | L     | 18 agosto 1988    | Italia               |
| 6  | Pedro Putini       | P     | 21 settembre 1990 | Brasile              |
| 7  | Leonardo Razzetto  | C     | 15 aprile 1991    | Italia               |
| 8  | Enrico Libraro     | S     | 15 aprile 1983    | Italia               |
| 10 | Marcelo Hister     | S     | 12 luglio 1991    | Brasile              |
| 12 | Gabriele Attanasio | L     | 7 gennaio 1991    | Italia               |
| 13 | Gabriele Robbiati  | C     | 16 dicembre 1983  | Italia               |
| 14 | Matteo De Rosas    | P     | 29 ottobre 1991   | Italia               |
| 15 | Riccardo Valla     | S     | 29 agosto 1994    | Italia               |
| 16 | Vincenzo Montò     | S     | 11 luglio 1990    | Italia               |
| 18 | Mario Giacobelli   | C     | 17 aprile 1990    | Italia               |

## Mercato
| Acquisti | Acquisti           | Acquisti         | Acquisti   |
| R.       | Nome               | da               | Modalità   |
| -------- | ------------------ | ---------------- | ---------- |
| L        | Gabriele Attanasio | inattivo         | definitivo |
| S        | Antonio De Paola   | inattivo         | definitivo |
| P        | Matteo De Rosas    | Real Gioia       | definitivo |
| S        | Fabio Di Florio    | Montalbano Arena | definitivo |
| S        | Marcelo Hister     | Santo André      | definitivo |
| S        | Vincenzo Montò     | GIS Ottaviano    | definitivo |
| P        | Pedro Putini       | Bento Gonçalves  | definitivo |
| C        | Leonardo Razzetto  | Hydra            | definitivo |
| C        | Gabriele Robbiati  | Libertas Brianza | definitivo |
| L        | Marco Vacchiano    | GIS Ottaviano    | definitivo |
| S        | Riccardo Valla     | Fossano          | definitivo |

| Cessioni | Cessioni           | Cessioni          | Cessioni   |
| R.       | Nome               | a                 | Modalità   |
| -------- | ------------------ | ----------------- | ---------- |
| L        | Leonardo Battista  | Emma Villas       | definitivo |
| P        | Fiorenzo Colarusso | Potentino         | definitivo |
| C        | Marco Cittadino    | ?                 | definitivo |
| S        | Antonio Di Santi   | Marigliano        | definitivo |
| P        | Simone Di Tommaso  | Emma Villas       | definitivo |
| L        | Michele De Caria   | ?                 | definitivo |
| C        | Tommaso Fabi       | Atlantide Brescia | definitivo |
| S        | Alessandro Magnani | Team Volley       | definitivo |
| S        | Michele Grassano   | New Real Gioia    | definitivo |
| S/O      | Fabrizio Fasulo    | ?                 | definitivo |

## Risultati

### Serie A2

#### Regular season

##### Girone di andata
| 1ª giornata - 9 ottobre 2016 PalaMalè, Viterbo                 | Tuscania            | 3 - 2 | Aversa           | 21-25, 25-20, 27-25, 21-25, 15-13 |
| 2ª giornata - 16 ottobre 2016 PalaJacazzi, Aversa              | Aversa              | 1 - 3 | New Mater        | 22-25, 19-25, 25-22, 17-25        |
| 3ª giornata - 23 ottobre 2016 PalaJacazzi, Aversa              | Aversa              | 3 - 2 | Potentino        | 25-18, 18-25, 25-19, 23-25, 15-12 |
| 4ª giornata - 30 ottobre 2016 PalaAlberti, Lauria              | Rinascita Lagonegro | 1 - 3 | Aversa           | 25-22, 22-25, 24-26, 16-25        |
| 5ª giornata - 5 novembre 2016 Palazzetto dello Sport, Roma     | Club Italia         | 0 - 3 | Aversa           | 14-25, 16-25, 18-25               |
| 6ª giornata - 13 novembre 2016 PalaJacazzi, Aversa             | Aversa              | 3 - 2 | Impavida Ortona  | 22-25, 25-16, 19-25, 25-19, 15-11 |
| 7ª giornata - 19 novembre 2016 Palazzetto dello Sport, Tricase | Alessano            | 2 - 3 | Aversa           | 23-25, 21-25, 25-17, 25-15, 16-18 |
| 8ª giornata - 27 novembre 2016 PalaJacazzi, Aversa             | Aversa              | 3 - 0 | Lupi Santa Croce | 25-13, 27-25, 25-20               |
| 9ª giornata - 4 dicembre 2016 PalaEstra, Siena                 | Emma Villas         | 3 - 2 | Aversa           | 20-25, 25-12, 25-15, 21-25, 17-15 |

##### Girone di ritorno
| 10ª giornata - 8 dicembre 2016 PalaJacazzi, Aversa                | Aversa           | 3 - 2 | Tuscania            | 23-25, 25-23, 25-19, 20-25, 15-10 |
| 11ª giornata - 11 dicembre 2016 PalaGrotte, Castellana Grotte     | New Mater        | 3 - 2 | Aversa              | 22-25, 25-18, 25-19, 22-25, 16-14 |
| 12ª giornata - 18 dicembre 2016 PalaCivitanova, Civitanova Marche | Potentino        | 3 - 2 | Aversa              | 27-25, 22-25, 25-23, 23-25, 15-9  |
| 13ª giornata - 26 dicembre 2016 PalaJacazzi, Aversa               | Aversa           | 2 - 3 | Rinascita Lagonegro | 29-31, 26-24, 27-25, 23-25, 8-15  |
| 14ª giornata - 5 gennaio 2017 PalaJacazzi, Aversa                 | Aversa           | 3 - 0 | Club Italia         | 25-19, 25-15, 25-19               |
| 15ª giornata - 8 gennaio 2017 Palasport Comunale, Ortona          | Impavida Ortona  | 3 - 0 | Aversa              | 25-18, 25-20, 25-15               |
| 16ª giornata - 15 gennaio 2017 PalaJacazzi, Aversa                | Aversa           | 3 - 0 | Alessano            | 25-21, 25-19, 25-23               |
| 17ª giornata - 22 gennaio 2017 PalaParenti, Santa Croce sull'Arno | Lupi Santa Croce | 3 - 0 | Aversa              | 25-14, 25-18, 25-22               |
| 18ª giornata - 3 febbraio 2017 PalaJacazzi, Aversa                | Aversa           | 0 - 3 | Emma Villas         | 26-28, 21-25, 21-25               |

#### Pool promozione

##### Girone di andata
| 1ª giornata - 12 febbraio 2017 PalaJacazzi, Aversa | Aversa  | 0 - 3 | Civita Castellana | 21-25, 18-25, 27-29               |
| 2ª giornata - 15 febbraio 2017 PalaManera, Mondovì | Mondovì | 3 - 1 | Aversa            | 26-28, 25-22, 25-18, 27-25        |
| 3ª giornata - 19 febbraio 2017 PalaJacazzi, Aversa | Aversa  | 0 - 3 | Olimpia Bergamo   | 19-25, 23-25, 19-25               |
| 4ª giornata - 23 febbraio 2017 PalaRota, Spoleto   | Marconi | 3 - 1 | Aversa            | 25-16, 20-25, 25-20, 25-14        |
| 5ª giornata - 26 febbraio 2017 PalaJacazzi, Aversa | Aversa  | 3 - 2 | Tricolore         | 25-19, 24-26, 19-25, 25-19, 26-24 |

##### Girone di ritorno
| 6ª giornata - 5 marzo 2017 Palazzetto dello Sport, Montefiascone | Civita Castellana | 3 - 1 | Aversa  | 23-25, 25-20, 25-20, 25-21       |
| 7ª giornata - 8 marzo 2017 PalaJacazzi, Aversa                   | Aversa            | 3 - 0 | Mondovì | 25-18, 25-20, 25-17              |
| 8ª giornata - 12 marzo 2017 PalaNorda, Bergamo                   | Olimpia Bergamo   | 3 - 1 | Aversa  | 25-18, 18-25, 25-19, 25-21       |
| 9ª giornata - 15 marzo 2017 PalaJacazzi, Aversa                  | Aversa            | 3 - 2 | Marconi | 17-25, 21-25, 25-18, 25-15, 15-9 |
| 10ª giornata - 20 marzo 2017 PalaBigi, Reggio nell'Emilia        | Tricolore         | 3 - 0 | Aversa  | 25-18, 25-21, 25-22              |

### Coppa Italia di Serie A2

#### Fase a eliminazione diretta
| Quarti di finale - 15 dicembre 2016 PalaManera, Mondovì | Mondovì | 3 - 1 | Aversa | 25-15, 25-19, 21-25, 25-16 |

## Statistiche

### Statistiche di squadra
| Competizione             | Punti | In casa | In casa | In casa | In trasferta | In trasferta | In trasferta | Totale | Totale | Totale |
| Competizione             | Punti | G       | V       | P       | G            | V            | P            | G      | V      | P      |
| ------------------------ | ----- | ------- | ------- | ------- | ------------ | ------------ | ------------ | ------ | ------ | ------ |
| Serie A2                 | 15    | 14      | 9       | 5       | 14           | 3            | 11           | 28     | 12     | 16     |
| Coppa Italia di Serie A2 | -     | -       | -       | -       | 1            | 0            | 1            | 1      | 0      | 1      |
| Totale                   | -     | 14      | 9       | 5       | 15           | 3            | 12           | 29     | 12     | 17     |

G = partite giocate; V = partite vinte; P = partite perse

### Statistiche dei giocatori
| Giocatore     | Serie A2 | Serie A2 | Serie A2 | Serie A2 | Serie A2 | Coppa Italia di Serie A2 | Coppa Italia di Serie A2 | Coppa Italia di Serie A2 | Coppa Italia di Serie A2 | Coppa Italia di Serie A2 | Totale | Totale | Totale | Totale | Totale |
| Giocatore     | P        | PT       | AV       | MV       | BV       | P                        | PT                       | AV                       | MV                       | BV                       | P      | PT     | AV     | MV     | BV     |
| ------------- | -------- | -------- | -------- | -------- | -------- | ------------------------ | ------------------------ | ------------------------ | ------------------------ | ------------------------ | ------ | ------ | ------ | ------ | ------ |
| G. Attanasio  | 1        | 0        | 0        | 0        | 0        | 1                        | 0                        | 0                        | 0                        | 0                        | 2      | 0      | 0      | 0      | 0      |
| A. De Paola   | 6        | 19       | 18       | 0        | 1        | 0                        | 0                        | 0                        | 0                        | 0                        | 6      | 19     | 18     | 0      | 1      |
| M. De Rosas   | 21       | 10       | 6        | 2        | 2        | 1                        | 2                        | 1                        | 0                        | 1                        | 22     | 12     | 7      | 2      | 3      |
| F. Di Florio  | 20       | 34       | 31       | 3        | 0        | 1                        | 18                       | 18                       | 0                        | 0                        | 21     | 52     | 49     | 3      | 0      |
| M. Giacobelli | 28       | 236      | 126      | 84       | 26       | 1                        | 10                       | 6                        | 4                        | 0                        | 29     | 246    | 132    | 88     | 26     |
| M. Hister     | 24       | 242      | 204      | 24       | 14       | 1                        | 8                        | 4                        | 1                        | 3                        | 25     | 250    | 208    | 25     | 17     |
| E. Libraro    | 28       | 399      | 340      | 29       | 30       | -                        | -                        | -                        | -                        | -                        | 28     | 399    | 340    | 29     | 30     |
| V. Montò      | 23       | 32       | 24       | 3        | 5        | 1                        | 2                        | 1                        | 1                        | 0                        | 24     | 34     | 25     | 4      | 5      |
| P. Putini     | 28       | 59       | 29       | 20       | 10       | -                        | -                        | -                        | -                        | -                        | 28     | 59     | 29     | 20     | 10     |
| L. Razzetto   | 8        | 4        | 4        | 0        | 0        | 1                        | 5                        | 3                        | 0                        | 2                        | 9      | 9      | 7      | 0      | 2      |
| G. Robbiati   | 28       | 231      | 114      | 95       | 22       | 1                        | 1                        | 1                        | 0                        | 0                        | 29     | 232    | 115    | 95     | 22     |
| A. Santangelo | 26       | 444      | 403      | 17       | 24       | 1                        | 3                        | 3                        | 0                        | 0                        | 27     | 447    | 406    | 17     | 24     |
| M. Vacchiano  | 28       | 0        | 0        | 0        | 0        | 1                        | 0                        | 0                        | 0                        | 0                        | 29     | 0      | 0      | 0      | 0      |
| R. Valla      | 15       | 18       | 15       | 1        | 2        | 1                        | 3                        | 2                        | 1                        | 0                        | 16     | 21     | 17     | 2      | 2      |

P = presenze; PT = punti totali; AV = attacchi vincenti; MV = muri vincenti; BV = battute vincenti